# Mortes em fevereiro de 2019
Mortes em 2019: ← Janeiro – Fevereiro – Março – Abril – Maio – Junho – Julho – Agosto – Setembro – Outubro – Novembro – Dezembro →
Esta é uma relação de pessoas notáveis que morreram durante o mês de fevereiro de 2019, listando nome, nacionalidade, ocupação e ano de nascimento.

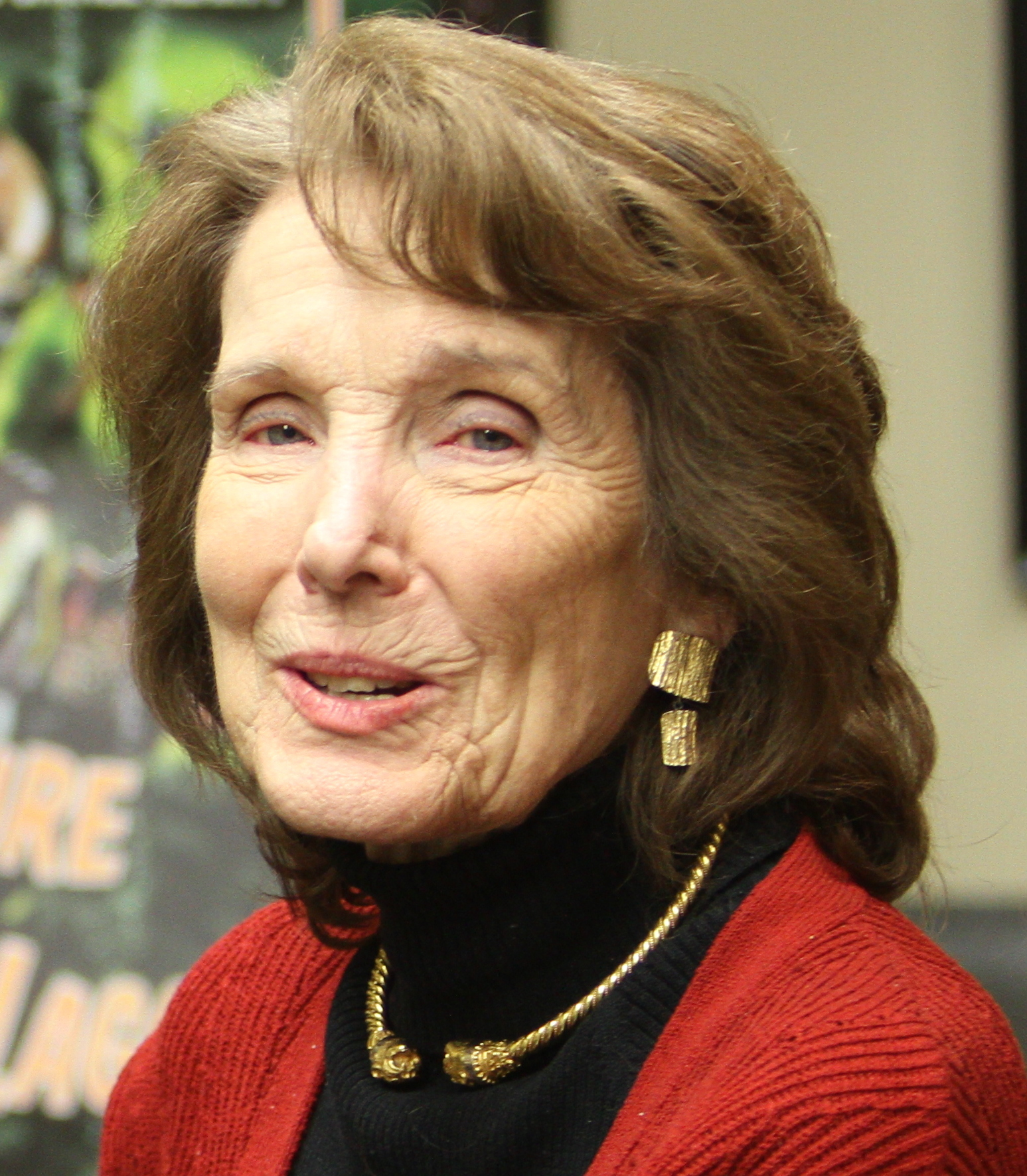
Julie Adams, atriz americana

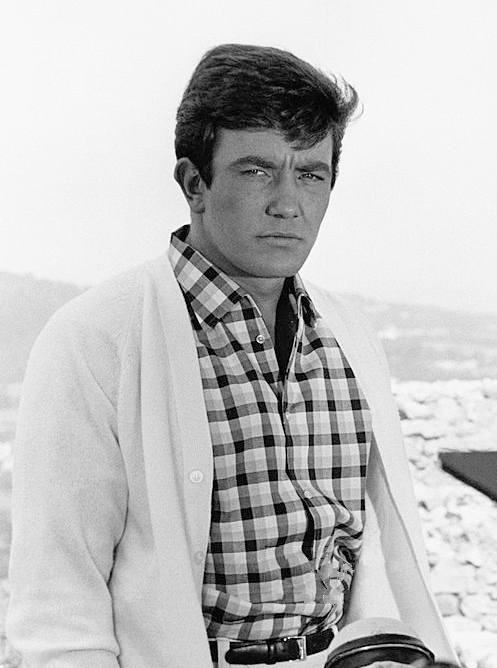
Albert Finney, ator inglês

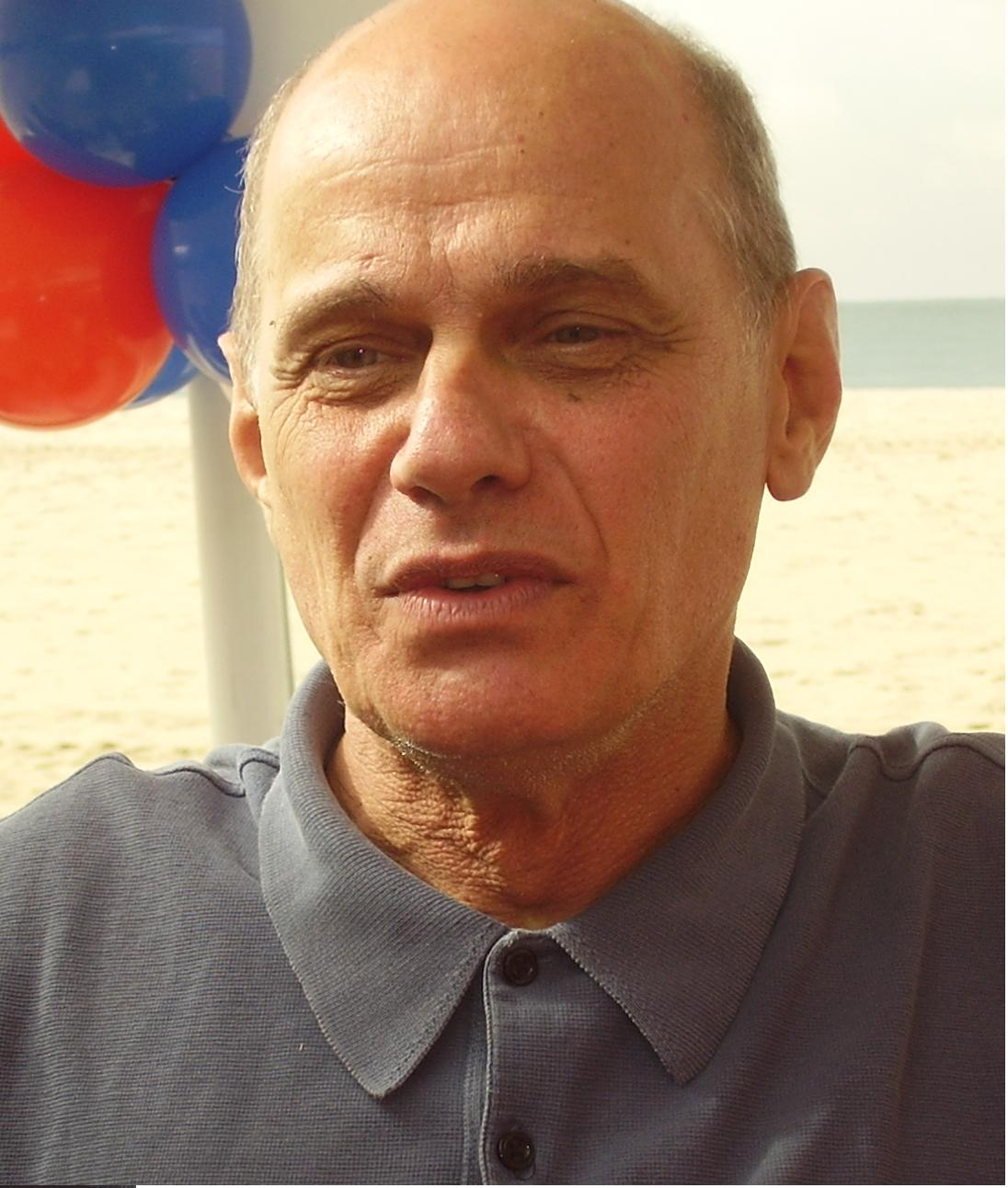
Ricardo Boechat, jornalista brasileiro

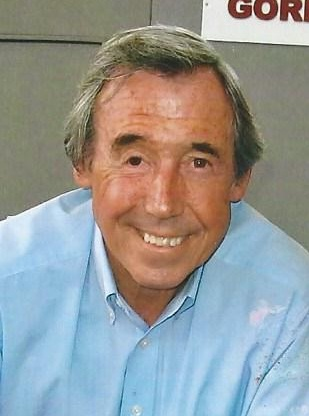
Gordon Banks, futebolista britânico

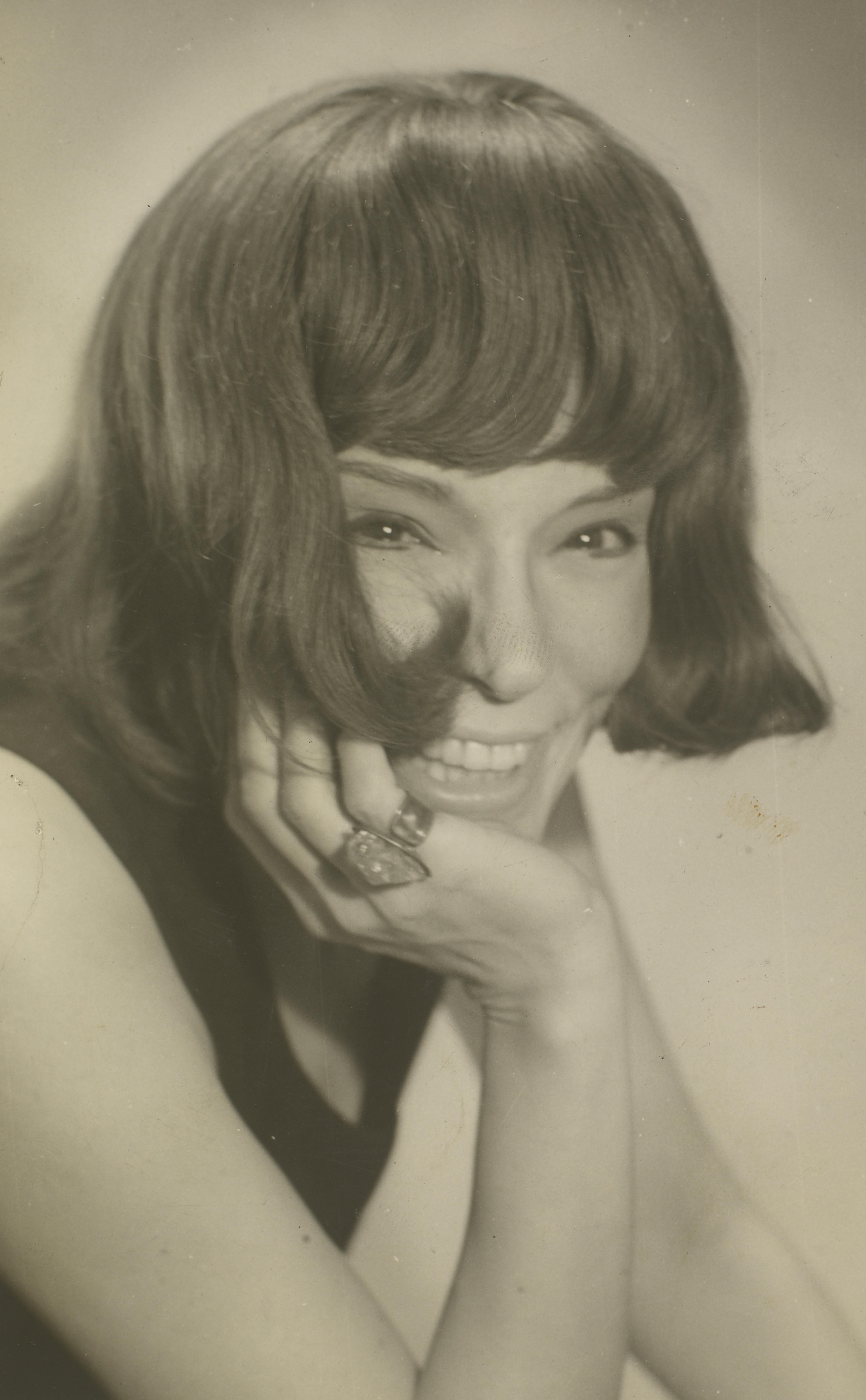
Bibi Ferreira, atriz, cantora e diretora brasileira.

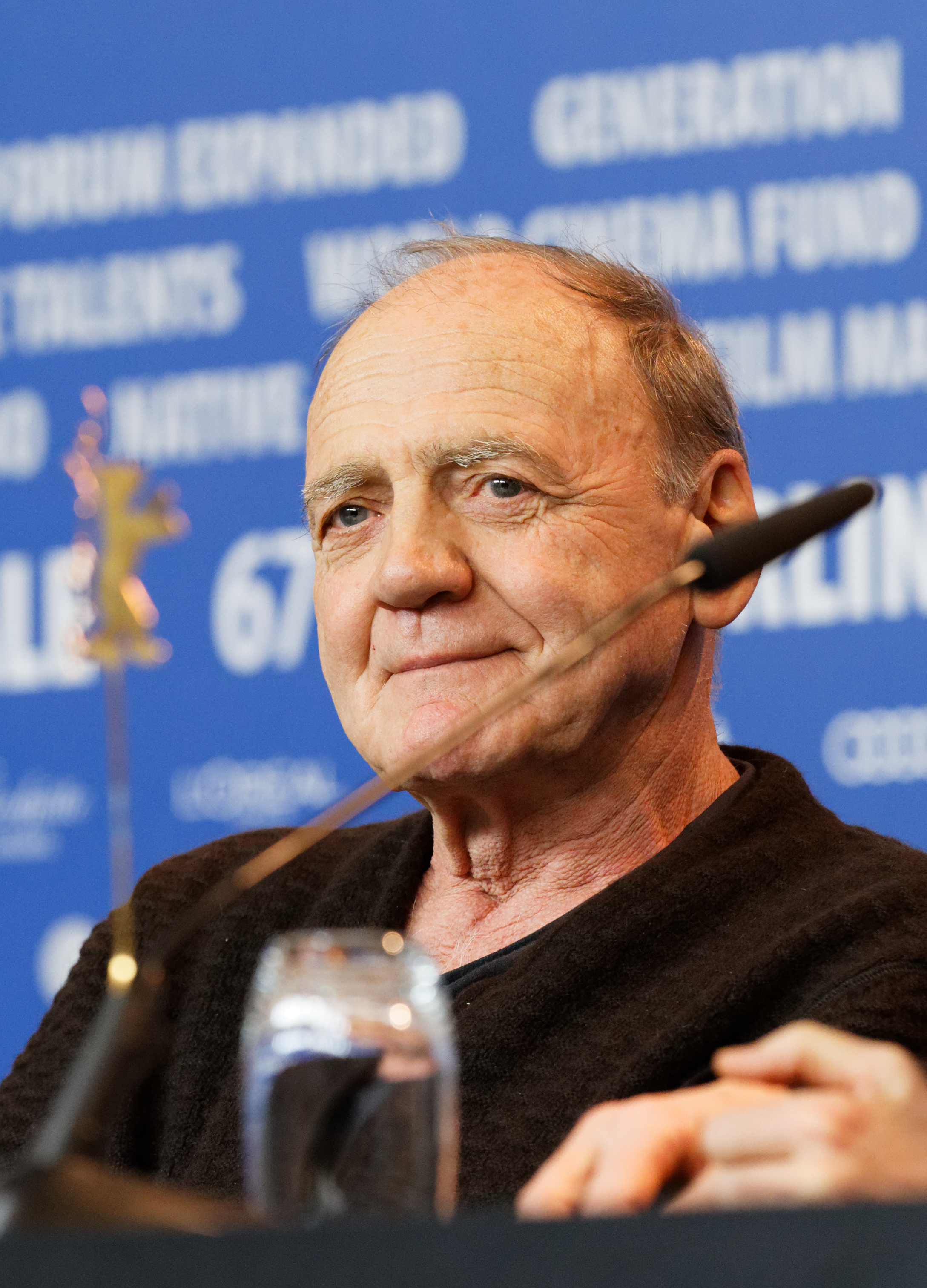
Bruno Ganz, ator suíço

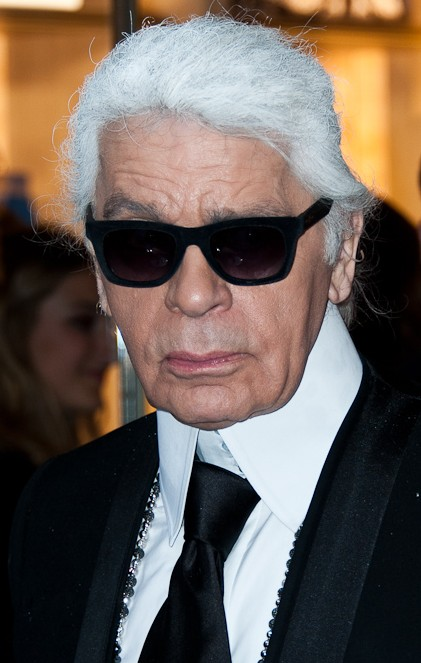
Karl Lagerfeld, estilista alemão

João Paulo dos Reis Veloso, economista brasileiro

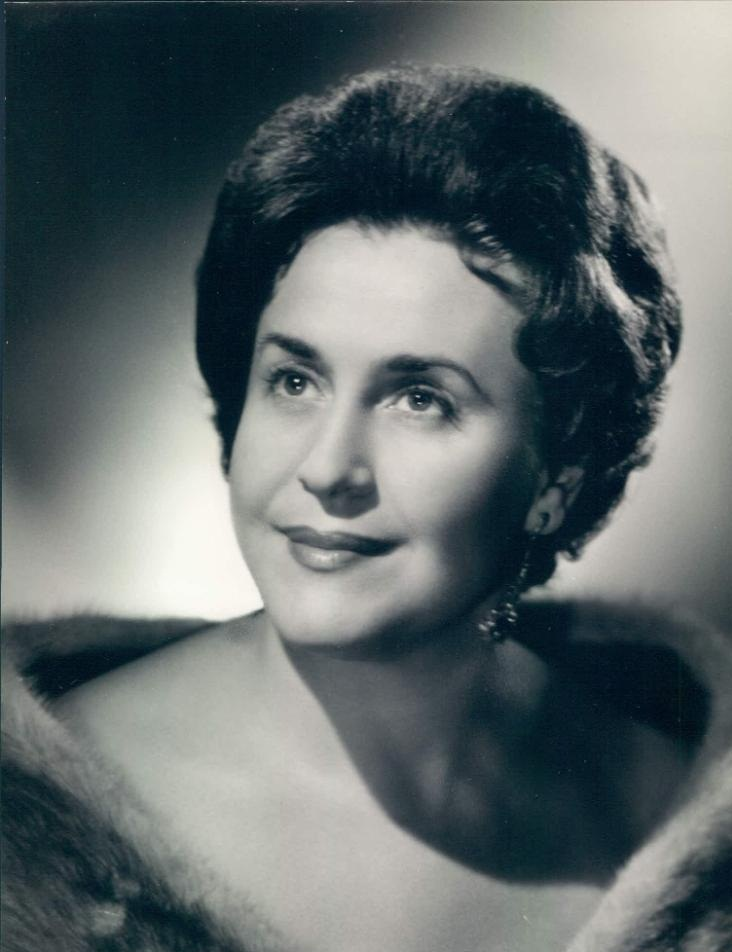
Hilde Zadek, cantora de ópera alemã

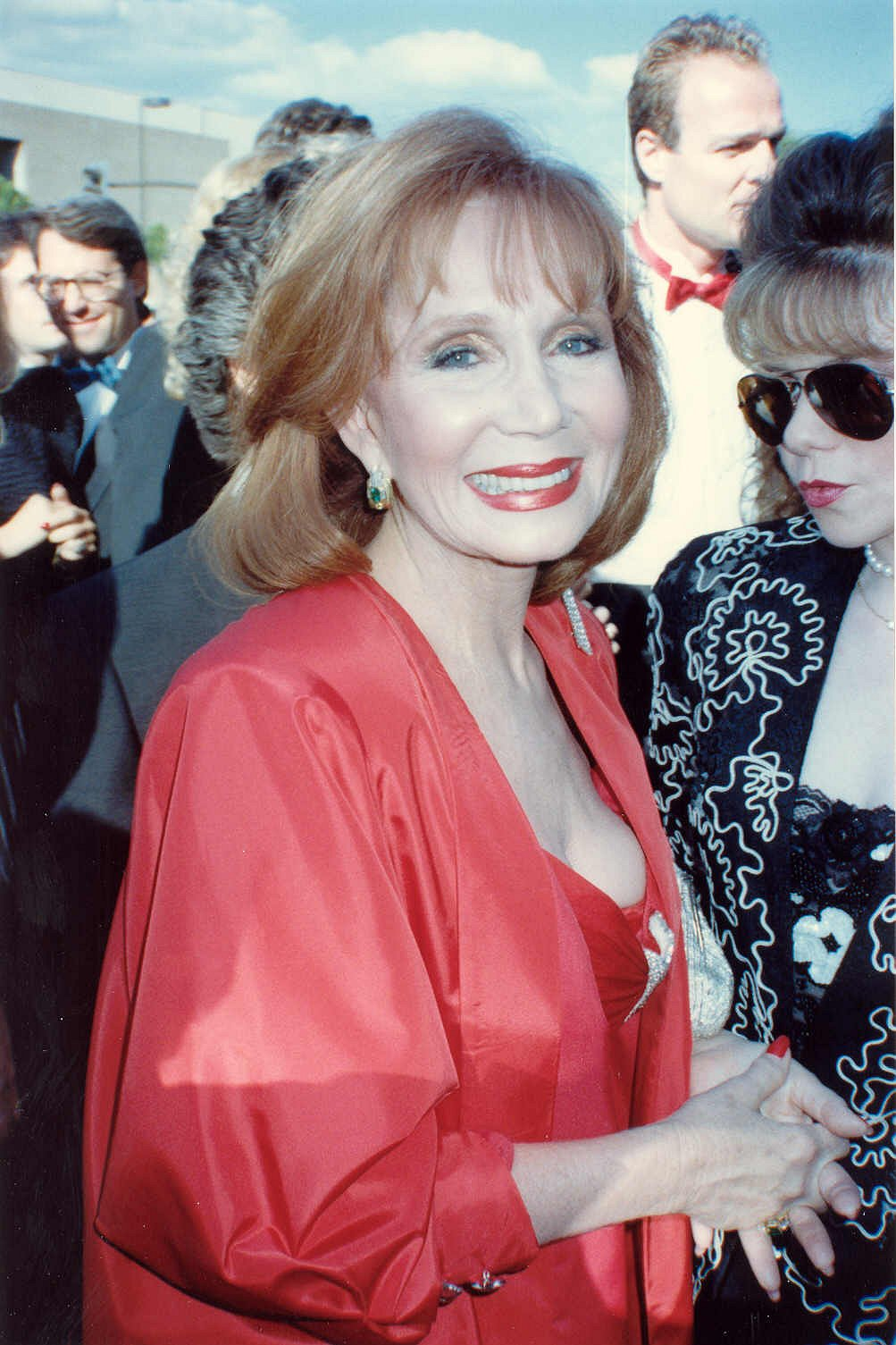
Katherine Helmond, atriz e diretora de cinema estadunidense.

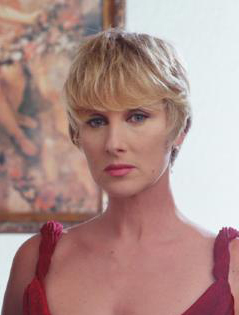
Christian Bach, atriz e produtora argentina

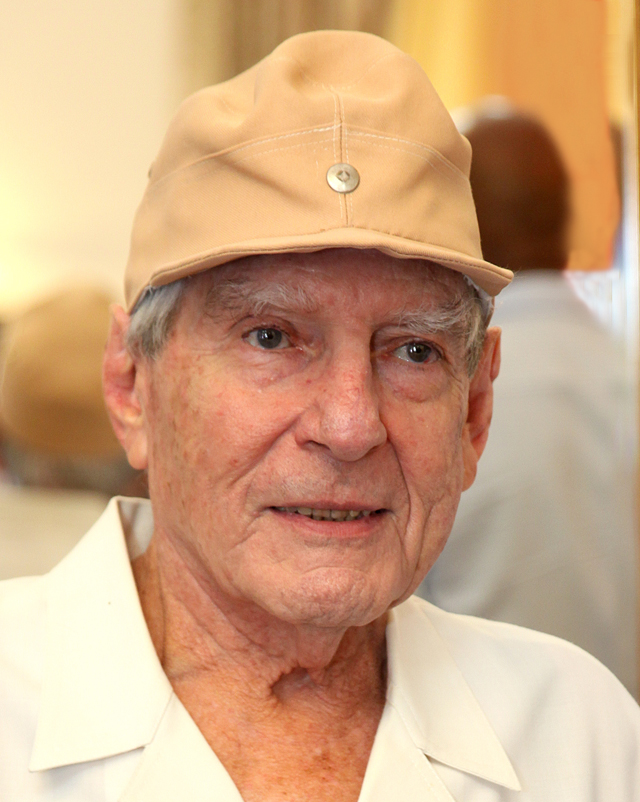
France-Albert René, ex-presidente de Seychelles

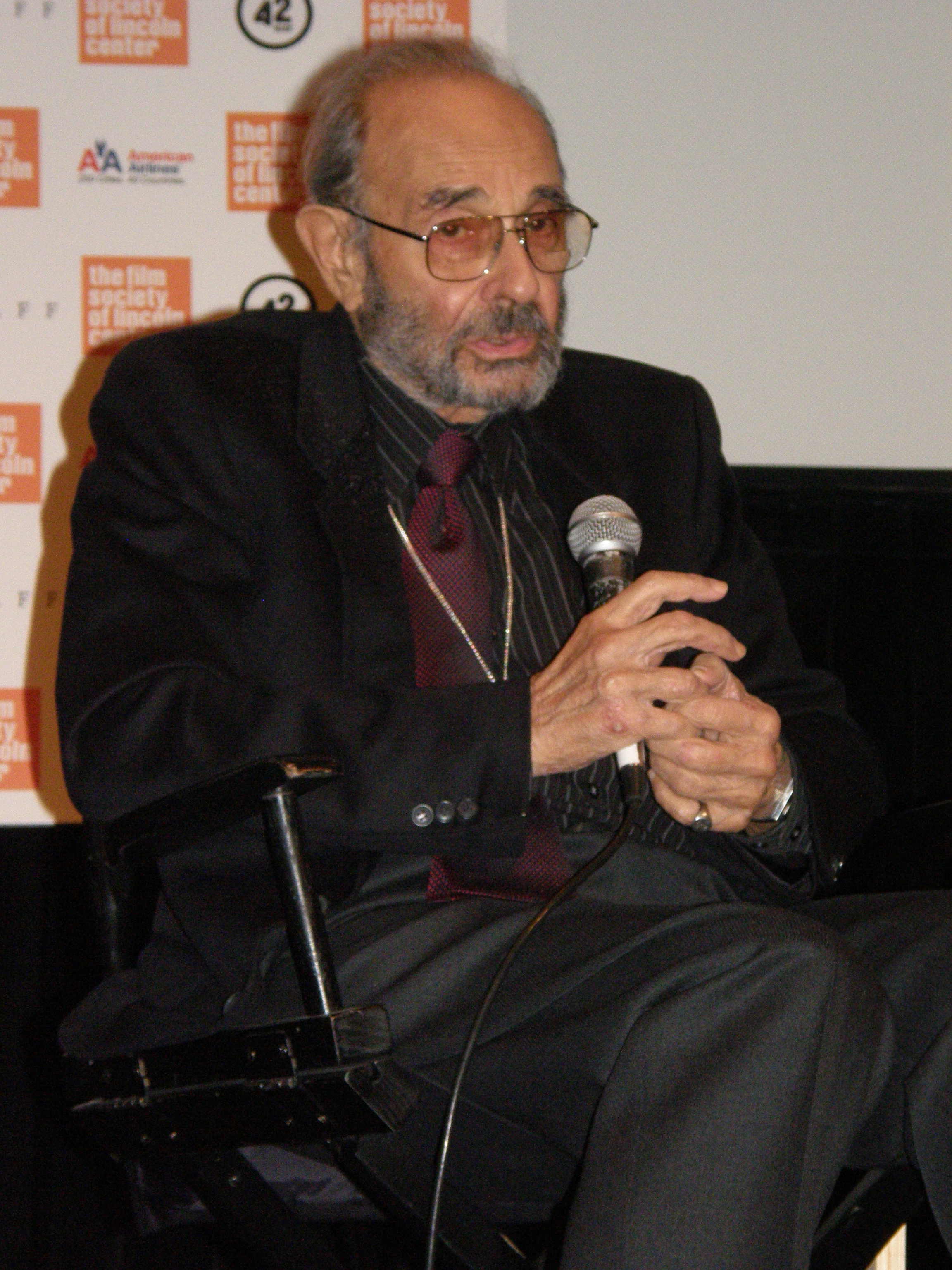
Stanley Donen, diretor de cinema e coreógrafo americano

| Dia | Nome                          | Profissão ou motivo de reconhecimento               | Nacionalidade                  | Ano de nasc. | Ref    |
| --- | ----------------------------- | --------------------------------------------------- | ------------------------------ | ------------ | ------ |
| 1   | Jeremy Hardy                  | Comediante                                          | Reino Unido                    | 1961         | [ 1 ]  |
| 1   | Wade Wilson                   | Jogador de futebol americano                        | Estados Unidos                 | 1959         | .      |
| 2   | Sabrina Bittencourt           | Ativista                                            | Brasil                         | 1980         | [ 3 ]  |
| 3   | Julie Adams                   | Atriz                                               | Estados Unidos                 | 1926         | [ 4 ]  |
| 3   | Octávio Matos                 | Ator                                                | Portugal                       | 1939         | [ 5 ]  |
| 4   | Matti Nykänen                 | Saltador de esqui                                   | Finlândia                      | 1963         | [ 6 ]  |
| 4   | Isacio Calleja                | Futebolista                                         | Espanha                        | 1936         | [ 7 ]  |
| 4   | Mohamed Ofei Sylla            | Futebolista                                         | Guiné                          | 1974         | [ 8 ]  |
| 4   | Zbigniew Szczepkowski         | Ciclista                                            | Polónia                        | 1952         | [ 9 ]  |
| 6   | Edwin Barnes                  | Ex-bispo anglicano                                  | Inglaterra                     | 1935         | [ 10 ] |
| 6   | Jairo do Nascimento           | Futebolista                                         | Brasil                         | 1946         | [ 11 ] |
| 6   | Rosamunde Pilcher             | Escritora                                           | Reino Unido                    | 1924         | [ 12 ] |
| 6   | Manfred Eigen                 | Químico                                             | Alemanha                       | 1927         | [ 13 ] |
| 7   | Frank Robinson                | Beisebolista                                        | Estados Unidos                 | 1935         | [ 14 ] |
| 7   | Heidi Mohr                    | Futebolista                                         | Alemanha                       | 1967         | [ 15 ] |
| 7   | John Dingell                  | Político                                            | Estados Unidos                 | 1926         | [ 16 ] |
| 8   | Cremilda Gil                  | Atriz                                               | Portugal                       | 1927         | [ 17 ] |
| 8   | Albert Finney                 | Ator                                                | Reino Unido                    | 1936         | [ 18 ] |
| 8   | Fernando Clavijo              | Futebolista e treinador                             | Uruguai/ Estados Unidos        | 1956         | [ 19 ] |
| 8   | Tomi Ungerer                  | Ilustrador e escritor                               | França                         | 1931         | [ 20 ] |
| 8   | Walter Munk                   | Oceanógrafo                                         | Estados Unidos                 | 1917         | [ 21 ] |
| 9   | Aina Moll Marquès             | Filóloga                                            | Espanha                        | 1930         | [ 22 ] |
| 9   | Patricia Nell Warren          | Escritora                                           | Estados Unidos                 | 1936         | [ 23 ] |
| 9   | Ron Miller                    | Empresário e ex-jogador de futebol americano        | Estados Unidos                 | 1933         | [ 24 ] |
| 9   | Shelley Lubben                | Ativista e ex-atriz pornográfica                    | Estados Unidos                 | 1968         | [ 25 ] |
| 10  | Carmen Argenziano             | Ator                                                | Estados Unidos                 | 1943         | [ 26 ] |
| 10  | Fernando Peres da Silva       | Futebolista e treinador                             | Portugal                       | 1943         | [ 27 ] |
| 10  | Maximilian Reinelt            | Remador                                             | Alemanha                       | 1988         | [ 28 ] |
| 10  | Michael Wilson                | Político                                            | Canadá                         | 1937         | [ 29 ] |
| 10  | Jan-Michael Vincent           | Ator                                                | Estados Unidos                 | 1945         | [ 30 ] |
| 11  | Ricardo Boechat               | Jornalista                                          | Argentina/ Brasil              | 1952         | [ 31 ] |
| 11  | Fernão Carlos Botelho Bracher | Banqueiro                                           | Brasil                         | 1935         | [ 32 ] |
| 11  | Alice, Princesa de Ligne      | Nobre                                               | Luxemburgo                     | 1929         | [ 33 ] |
| 11  | Sibghatullah Mojaddedi        | Político                                            | Afeganistão                    | 1925         | [ 34 ] |
| 12  | Deise Cipriano                | Cantora                                             | Brasil                         | 1979         | [ 35 ] |
| 12  | Gordon Banks                  | Futebolista                                         | Reino Unido                    | 1937         | [ 36 ] |
| 12  | Luiz Carlos Tavares Franco    | Futebolista                                         | Brasil                         | 1955         | [ 37 ] |
| 12  | Lyndon LaRouche               | Político                                            | Estados Unidos                 | 1922         | [ 38 ] |
| 12  | Pedro Morales                 | Lutador de luta profissional                        | Porto Rico                     | 1942         | [ 39 ] |
| 13  | Bibi Ferreira                 | Atriz, cantora e diretora de teatro e cinema        | Brasil                         | 1922         | [ 40 ] |
| 13  | Vitaliy Khmelnitsky           | Futebolista e treinador                             | Ucrânia                        | 1943         | [ 41 ] |
| 14  | Geraldo Scalera               | Futebolista                                         | Brasil                         | 1942         | [ 42 ] |
| 14  | Carlos Apolinário             | Radialista, empresário e político                   | Brasil                         | 1952         | [ 43 ] |
| 16  | Bruno Ganz                    | Ator                                                | Suíça                          | 1941         | [ 44 ] |
| 16  | Silvestre Luís Scandian       | Bispo                                               | Brasil                         | 1931         | [ 45 ] |
| 17  | Padre Roque                   | Padre, filósofo, professor, político e sindicalista | Brasil                         | 1939         | [ 46 ] |
| 19  | Karl Lagerfeld                | Estilista                                           | Alemanha                       | 1933         | [ 47 ] |
| 19  | Wallace Smith Broecker        | Cientista, oceanógrafo e químico                    | Estados Unidos                 | 1931         | [ 48 ] |
| 19  | João Paulo dos Reis Veloso    | Economista                                          | Brasil                         | 1931         | [ 49 ] |
| 20  | Chelo Alonso                  | Atriz                                               | Cuba                           | 1933         | [ 50 ] |
| 21  | Peter Tork                    | Ator e músico                                       | Estados Unidos                 | 1942         | [ 51 ] |
| 21  | Sequeira Costa                | Pianista                                            | Portugal                       | 1929         | [ 52 ] |
| 21  | Hilde Zadek                   | Soprano de ópera                                    | Alemanha/ Áustria              | 1917         | [ 53 ] |
| 21  | Beverley Owen                 | Atriz                                               | Estados Unidos                 | 1937         | [ 54 ] |
| 22  | Jeff Adachi                   | Defensor público                                    | Estados Unidos                 | 1959         | [ 55 ] |
| 23  | Katherine Helmond             | Atriz e diretora de cinema                          | Estados Unidos                 | 1929         | [ 56 ] |
| 23  | Stanley Donen                 | Diretor de cinema e coreógrafo                      | Estados Unidos                 | 1924         | [ 57 ] |
| 24  | Arthur Beck Pardee            | Bioquímico                                          | Estados Unidos                 | 1921         | [ 58 ] |
| 24  | Antoine Gizenga               | Político                                            | República Democrática do Congo | 1925         | [ 59 ] |
| 24  | José D'Artagnan Júnior        | Ator                                                | Brasil                         | 1961         | [ 60 ] |
| 24  | Donald Keene                  | Escritor                                            | Estados Unidos/ Japão          | 1922         | [ 61 ] |
| 24  | Li Xueqin                     | Historiador                                         | China                          | 1933         | [ 62 ] |
| 24  | Ira Gitler                    | Jornalista e historiador                            | Estados Unidos                 | 1928         | [ 63 ] |
| 25  | Roberto Avallone              | Jornalista esportivo                                | Brasil                         | 1947         | [ 64 ] |
| 25  | Richard Hugh Fisk             | Professor e empresário                              | Estados Unidos/ Brasil         | 1922         | [ 65 ] |
| 25  | Mark Hollis                   | Cantor e compositor                                 | Reino Unido                    | 1955         | [ 66 ] |
| 25  | Paulo Nogueira Neto           | Professor, pesquisador e cientista                  | Brasil                         | 1922         | [ 67 ] |
| 25  | Waldo Machado                 | Futebolista                                         | Brasil                         | 1934         | [ 68 ] |
| 25  | Lisa Sheridan                 | Atriz                                               | Estados Unidos                 | 1974         | [ 69 ] |
| 25  | José Ramalho Brasileiro       | Carteiro e político                                 | Brasil                         | 1953         | [ 70 ] |
| 26  | Tavito                        | Cantor, músico e compositor                         | Brasil                         | 1948         | [ 71 ] |
| 26  | Andy Anderson                 | Músico                                              | Reino Unido                    | 1951         | [ 72 ] |
| 26  | Christian Bach                | Atriz e produtora                                   | Argentina                      | 1959         | [ 73 ] |
| 27  | France-Albert René            | Político                                            | Seicheles                      | 1935         | [ 74 ] |
| 28  | André Previn                  | Compositor e maestro                                | Estados Unidos                 | 1929         | [ 75 ] |